# 絮状卷云
絮状卷云（学名：Cirrus floccus，缩写： Ci flo  )，是卷云的一种。絮状卷云由一簇小而圆的云块组成，云块之间相互独立，云块后常伴有尾迹。当絮状卷云相对于观察者的高度角在30°以上时，这些云块的视场角通常在1°左右，与视角通常小于1°的堡状卷积云相区别。